# Catery
Catery, или «Кейтери», — российская компания, занимающаяся корпоративным кейтерингом, то есть доставкой продуктов питания в организации. Головной офис компании находится в Москве.

## История
Компания была основана в 2016 году Дмитрием Федоровым. Стартовый капитал составил 250 тысяч долларов. Компания стала первым московским «агрегатором кейтеринга».
По данным Синапс, 2016—2017 годы компания отработала с убытком.
В декабре 2019 года компания привлекла 2 млн долларов от «Газпром-медиа» и частных инвесторов.
В марте 2020 года компания инвестировала €500 000 в испанский сервис корпоративного питания Catevering. В ходе посевного раунда было продано около 30 % акций компании Catevering, большую часть которых приобрёл Catery.

## Описание
Компания работает в Москве, Санкт-Петербурге, Казани, Ростове-на-Дону и других городах.
Среди поставщиков — сети «Хлеб насущный» и «IL Патио», всего около 500 ресторанов.
Среди клиентов — Сбербанк, X5 Retail Group, Nestle, всего около 600 компаний.

## Финансовые данные
ООО «Кейтери» принадлежит компании Catery International Ltd. По состоянию на 2019 год около 69 % акций компании Catery International Ltd принадлежит основателю и генеральному директору Дмитрию Федорову, 14,6 % у кипрской Storyworld Entertainment Holdings Ltd, 3 % у Билла Франке, остальное — у Дмитрия Черняка.
«Коммерсантъ», используя информацию о инвестиционном раунде 2019 года, оценивает Catery в более чем $10 млн.
В 2018 году выручка составила 107 млн рублей, в пять раз больше предыдущего года.